# 効果音
効果音（こうかおん）は演出の一環として付け加えられる音である。音響効果（おんきょうこうか、英: sound effect、サウンドエフェクト、SE）とも呼ばれる。

## 概要
映画・演劇・テレビドラマ・ラジオドラマ・アニメ・ゲーム等において、舞台環境、状態を説明するための具体的な環境音（戦場の銃撃音、格闘の打撃、刀で斬る音、街頭の雑踏、駅の発車アナウンス、犬の鳴き声、海辺の潮騒、食品を食べる等）や、登場人物の心象を象徴させるための音として用いられる。また、ノックの音を切っ掛けに、室内にいる役者が人を招き入れる芝居を始めるなどのように芝居の切っ掛けとしての使用法もある。音楽コンサートにおいては開演前に客席に流す音楽や歌曲もSEと呼ぶ。
効果音の制作手段としては、実際に環境音を生録音して編集・再生する方法、シンセサイザー等によって生成する方法、別の手段で似た音を発生させる方法（容器に入れた砂で波の音を作る、ロープを振り回して風の音を作る、逆さまにしたお椀を砂などに軽く叩き付けて馬の足音を作る）などがある。予算や利便性の都合で著作権フリーの効果音音源（CDなど）を利用する場合も多い。

## 歴史
正仕入れ喜劇場における効果音の指定は様々な文化において多く見られ、その多くは打楽器などが使われて本来表現されるべき音響を再現している。
西洋音楽史において作曲家が効果音を指定したのは非常に早くモンテヴェルディが最初と言われている。モンテヴェルディは弦楽器にピッツィカートやトレモロといった奏法を取り入れ、劇音楽における効果をあげた。やがて作曲家は効果音を数々の打楽器で指定するようになった。これらは通常オーケストラピット内で打楽器奏者が演奏を担当するが、一方で舞台上の小道具をリズムに乗せて音楽に取り込む例もまた見られる。（モーツァルト『魔笛』のフルートとグロッケンシュピール、ワーグナー『ニュルンベルクのマイスタージンガー』の黒板と金槌など）それらの効果音的な打楽器はやがて演奏会用作品でも取り入れられ、状況描写の意味合いを超えて抽象的な音響として扱われるようになった。マーラーの交響曲では特に当時珍しかった鎖や巨大木槌といった特殊な打楽器を多く取り入れている。
また日本の歌舞伎でも下座音楽として様々な打楽器による効果音が用いられている。雨うちわなど本来の音響を再現するものもある一方で、太鼓を使ったものはその打ち方によって表現する状況が体系化され、雪や妖怪など本来の音響から離れて様々な抽象的意味合いを持つものもある。
現代ではライヴ・エレクトロニクスで声楽家や楽器奏者の音響を効果音に変容させてゆく技法も見られ、現代音楽や電子音楽、音響重視の前衛的なラジオドラマ（日本ではあまり見られないがヨーロッパに多い）などに使われる。
映画においても効果音は多用される。古くは下座音楽などと同様に楽器による擬似的音響が用いられたが、現在は録音された音響をテープ編集でアテレコするのが一般的である。ヒッチコックの映画でも効果音が多数使用され、サスペンス映画の雰囲気を盛り上げるのに重要な役割を果たしている。
ゲームミュージックでは、古くは発音機能の制限からリアリティのある効果音を用いることは難しく、その代わりに1-2秒程度のジングル（短いメロディーや、グリッサンドなど電子音特有の音型）が用いられた。これらは「アイテム取得」などの抽象的な表現においても効果的な表現である。やがてPCMなどで実際的な音響が再現できるハードウェア環境が整うようになると、文章を読ませながら効果音で演出するサウンドノベルというジャンルのゲームも現れた。